# Љегнава
Љегнава (слч. Legnava) насељено је мјесто са административним статусом сеоске општине (слч. obec) у округу Стара Љубовња, у Прешовском крају, Словачка Република.

## Становништво
| Година:    | 1994. | 2004.    | 2014.    | 2024.    |
| ---------- | ----- | -------- | -------- | -------- |
| Број људи: | 193   | 146      | 117      | 87       |
| Разлика:   |       | -24,35 % | -19,86 % | -25,64 % |

| Година:    | 2023. | 2024.   |
| ---------- | ----- | ------- |
| Број људи: | 90    | 87      |
| Разлика:   |       | -3,33 % |

Према подацима о броју становника из 2024. године насеље је имало 87 становника.